# استان سیراکوز
استان سیراکوز (ایتالیایی:Provincia di Siracusa؛سیسیلی:Pruvincia di Sarausa) یکی از استانهای جزیره سیسیل ایتالیا می‌باشد. پایتخت این استان، شهر سیراکوز است.
مساحت این استان ۲٬۱۰۹ کیلومتر مربع و جمعیت آن طبق آمارهای سال ۲۰۰۱، ۳۹۶٬۱۶۷ نفر است. سیراکوز با این جمعیت، ۸% از جمعیت سیسیل را در خود جای داده است. این استان از شمال و شمال غرب به استان کاتانیا و از غرب به استان راگوسا می‌رسد.

## شهرستان‌ها
استان سیراکوز جمعاً دارای ۲۱ شهرستان است که در جدول زیر مهم‌ترین آن‌ها ذکر گردیده:
| نام            | جمعیت   |
| -------------- | ------- |
| سیراکوز        | 123,115 |
| آگوستا         | 33,818  |
| آوولا          | 31,576  |
| لنتینی         | 24,409  |
| نوتو           | 23,367  |
| فلوریدیا       | 21,565  |
| پاچینو         | 21,477  |
| روسولینی       | 20,997  |
| کارلنتینی      | 17,245  |
| فرانکوفونته    | 12,619  |
| ملیلی          | 12,618  |
| پریولو گارگالو | 11,991  |